# Josef Czernin
Josef hrabě Czernin (9. srpna 1924 Praha – 13. dubna 2015) byl příslušník českého šlechtického rodu Czerninů.

## Život
Narodil se v Praze jako syn Františka Josefa Czernina a jeho manželky Vilemíny Clannerové z Engelshofenu.
Studoval na smíchovském gymnáziu, které ukončil maturitou. V letech 1944–1945 byl „totálně nasazen“ v Německu v továrnách na výrobu letadel. 
Po skončení války začal v Praze studovat práva a v roce 1947 odjel do Londýna studovat jazyk původně na šest měsíců, po komunistickém převratu v roce 1948 se však rozhodl v Anglii zůstat. Pracoval v různých investičních a obchodních společnostech. 
Od 50. let se angažoval v krajanské nadaci VELEHRAD. 
V roce 2015 mu byla ministerstvem zahraničí České republiky udělena cena Gratias Agit.

## Rodina
V roce 1958 se oženil s Hazel Howard de Walden, se kterou měl šest dětí, Charlottu, Henriettu, Alexandru, Philippa, Petera a Isabelle.